# IC 1858
IC 1858 је лентикуларна галаксија у сазвјежђу Пећ која се налази на листи објеката дубоког неба у Индекс каталогу.
Деклинација објекта је - 31° 17' 22" а ректасцензија 2h 49m 8,4s. Привидна величина (магнитуда) објекта IC 1858 износи 13,2 а фотографска магнитуда 14,1. IC 1858 је још познат и под ознакама ESO 416-29, MCG -5-7-33, DRCG 42-18, PGC 10671.